# Неексперименталне технике контроле
Неексперименталне технике контроле се користе код неексперименталних независних варијабли, али се могу користити и код експерименталних, као допуна за експерименталне технике контроле. Предности неексперименталних техника су у контроли ССВ (системске спољне варијабле) код НВ (независна варијабла) код којих се не могу користити експерименталне технике. Мане неексперименталних техника у поређењу са експерименталним јесу да контролишу само једну (или мали број) потенцијалних ССВ, а ССВ које контролишу морају бити унапред познате и одређене.
Неексперименталне технике контроле: хомогенизација, упросечавање, блоковање и спаривање.

## Хомогенизација
Користи се код категоричких ССВ. Хомогенизацијом се ССВ држи константном, тако да не може да корелира ни са једном варијаблом. Међутим, проблем је што се тако снижава општост резултата, као и што је отежано сакупљање узорка, ако се хомогенизује више варијабли, на пример пол, узраст, рукост, интелигенција...

## Блоковање
Користи се код категоричких ССВ. У оквиру сваког нивоа НВ се формирају блокови (блок је подгрупа објеката који припадају истој категорији ССВ). Последица тога јесте да су нивои НВ уједначени с обзиром на ССВ. На пример, неекспериментална НВ је пушење, а ЗВ је математичка способност. ССВ може бити пол, па се код пушача и код непушача формира блок мушкараца и блок жена, једнаке величине. ССВ рукост и пол: формирају се једнаки блокови жена и мушкараца у оквиру блокова леворуких и десноруких. 
Блоковање се може користити и код експерименталних НВ. Сврха је допуна рандомизацији, ради бољег уједначавања група. На пример, експериментална НВ може бити присуство музике, а ЗВ памћење. ССВ може бити пол, тако да се за обе групе формирају блокови мушкараца и жена.

## Упросечавање
Користи се код нумеричких ССВ. Обезбеди се да просечна вредност ССВ буде иста (или слична) на сваком нивоу НВ. На пример, неекспериментална НВ су врста речи (нивои: именице, глаголи), а ЗВ брзина реакције. ССВ може бити дужина речи. Поступак контроле се своди на то да се речи бирају тако да су просечна дужина именица и просечна дужина глагола једнаке или сличне. Упросечавање се може користити и код експерименталних НВ. На пример, експериментална НВ је присуство музике, а ЗВ памћење.. ССВ може бити количник интелигенције. Поступак контроле би био да се две групе субјеката изаберу тако да је просечна интелигенција обе групе једнака или слична. Затим се групе доделе нивоима НВ (музика присутна, музика одсутна). Последица тога је да су групе уједначене по интелигенцији.

## Спаривање
Користи се и код категоричких и код нумеричких ССВ. Поступак се своди на то да се формирају парови објеката исте или сличне вредности ССВ. Један члан се додељује једном нивоу НВ, а други другом нивоу. На пример, неекспериментална НВ су врсте речи (нивои: именице, глаголи), а ЗВ брзина реакције. ССВ може бити фреквенца речи. Поступаком контроле се бирају парови именица и глагола тако да оба члана пара имају једнаку или сличну фреквенцу. 
Спаривање се може користити и код експерименталних НВ. На пример, експериментална НВ је присусво музике, а ЗВ памћење. Поступак контроле се своди на то да се бирају парови субјекта тако да оба члана пара имају једнаку или сличну интелигенцију. Затим се на случајан начин један члан пара додели једном нивоу НВ, а други другом (музика присутна, музика одсутна). Последица би била да су групе уједначене по интелигенцији.

## Поређење техника контроле

### Експерименталне технике

#### Рандомизација и репетиција (уз контрабалансирање)
- Омогућавају виши степен контроле
- Контролишу велики број СВ које истраживач не мора ни познавати

### Неексперименталне технике

#### Хомогенизација, блоковање, упросечавање, спаривање
- Омогућују нижи степен контроле
- Контролишу мали број СВ које истраживач мора идентификовати унапред

Може да се јави проблем, да коришћење контроле може угрозити репрезентативност. Постоје истраживања у којима коришћење контроле помоћу неексперименталних техника доводи до нерепрезентативности група

### Технике контроле спољних варијабли

#### Статистичка контрола
Понекад није могуће спровести ниједну методолошку технику контроле, а решење за то је статистичко уједначавање група. На пример испитивање успешности нове методе подучавања математике. Користе се два одељења: једно учи по новој методи, друго по старој и то су две групе, односно два нивоа категоричке НВ ’метода учења’. Циљ је да се пореде успеси две групе на тесту из математике, после подучавања. Може да се јави проблем, да истраживач не може да контролише састав одељења. Не може се користити ни рандомизација ни репетиција, а не може да их уједначи блоковањем, упросечавањем, спаривањем. Јавља се последица да ученици два одељења могу бити различити по математичкој способности још пре почетка истраживања. Једно од могућих решења је да се две групе се ’уједначавају’ статистичким путем. 
На пример, на основу оцена математике из прошле године, процењује се статистички какви би били резултати на тесту, да су ученици били уједначени. Препоручује се, ако је могуће, ипак спровести неку од описаних методолошких контрола, на пример тестирање ученика на почетку године.